# Dames russes
Pour un article plus général, voir Dames.
Les dames russes ou shashki sont un jeu de stratégie combinatoire abstrait de la famille des dames. Elles sont jouées principalement dans les pays de l'ex-Union soviétique, en Israël et en Europe de l'Est et diffèrent sensiblement des dames dites internationales.

## Règles

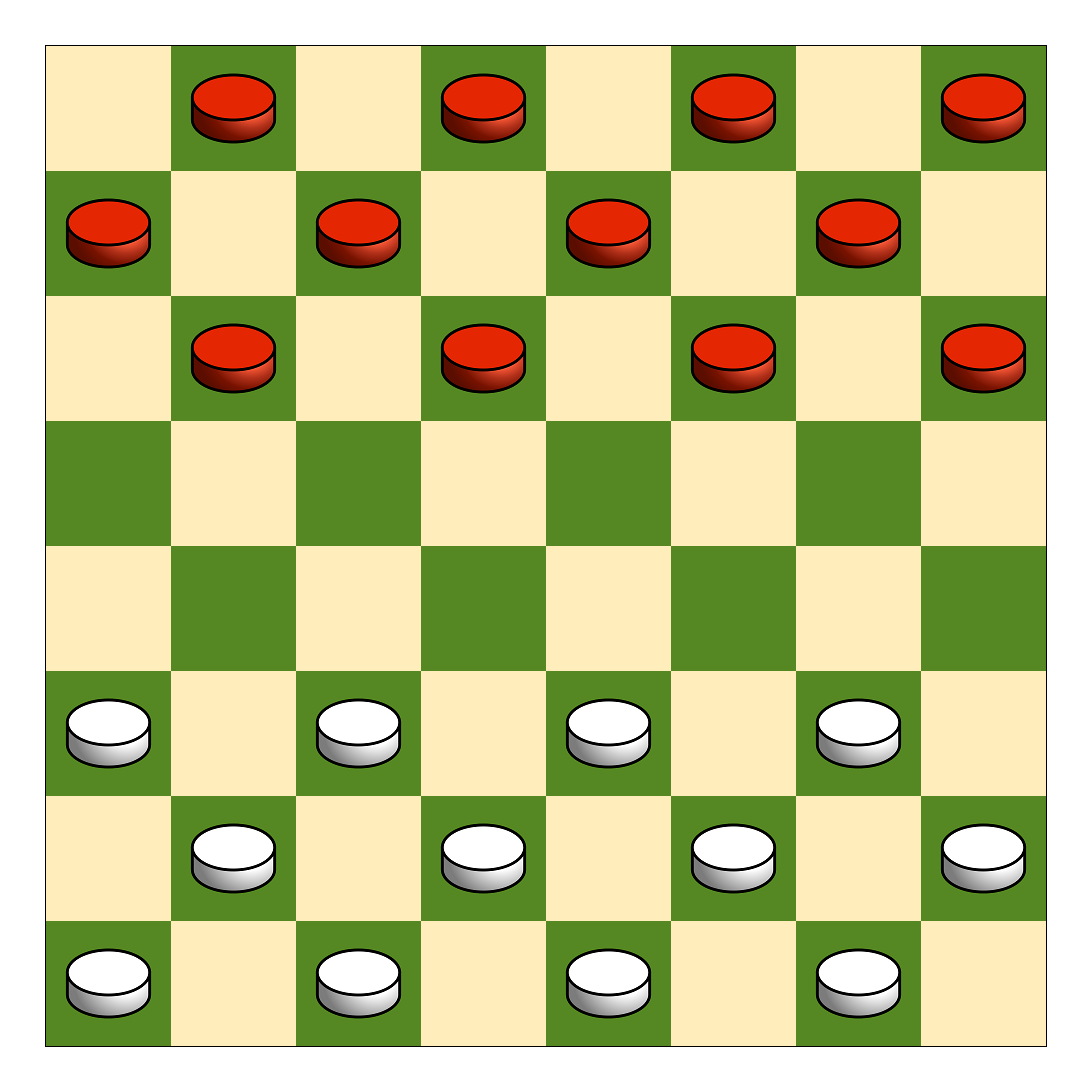
Position de départ.

- Taille du plateau : 64 cases (8 x 8) ;
- Nombre de pions : 24 (2 x 12) ;
- Orientation du plateau : grande diagonale de gauche à droite ;
- Cases utilisées : cases noires ;
- Joueur avec l'initiative : blancs ;
- Prise autorisée des pions : diagonales avant et arrière ;
- Contrainte de prise : prise majoritaire facultative mais toute rafle doit aller au bout ;
- Prise qualitative : facultative ;
- Dame : dame volante ;
- Retrait des pions pris : après la rafle ;
- Prise d'un même pion plusieurs fois au cours d'une rafle : interdite ;
- Promotion en passant : obligatoire.

## Histoire

### Russie tsariste
Sous le règne de Pierre le Grand les dames étaient incluses dans le programme des assemblées [Quoi ?]. Cependant jusqu'au XIXe siècle l'absence de règles uniformes ne permettait pas la tenue de compétitions.
En 1803, l'écrivain et historien Nikolaï Karazmine écrit le premier article russe sur les dames dans la revue Вестник Европы (Hérault d'Europe) sous le titre « Nouveau jeu de damiers ».
En 1827, le premier traité en russe sur le jeu de dames est publié à Saint-Pétersbourg, signé par le maître de dames et d'échecs Alexandre Petrov sous le titre « Guide de la connaissance approfondies du jeu de dames ».
En 1884, dans les numéros 15 et 16 du magazine Rainbow, Mikhail Gonyaev, historien et écrivain russe spécialiste des échecs publie la première charte du jeu de dame russe dans laquelle est abolie la règle du soufflé.
Entre 1887 et 1889 a eu lieu le premier tournoi de dames russes par correspondance, organisé par P. Plotitsinyml, rédacteur en chef du magazine Pictorial revue.
Le premier championnat de dames russes de toutes les Russies est organisé à Moscou en 1894 par Pavel Bodianski, historien spécialiste de la Rome antique, professeur, inspecteur des écoles et grand promoteur du jeu de dames. Les vainqueurs sont les moscovites Serguei Vorontsov et Fedor Kaulen. Trois autres éditions se tiennent en 1895, 1898 et 1901, toutes organisées par Pavel Bodianski ; Serguei Vorontsov en remporte trois, n'ayant pas participé en 1898.

### Union soviétique
En 1924, la section échecs et dames de l'Union soviétique est créée. Cette même année le premier championnat d'URSS (ru) est organisé, il est remporté par Vasily Medkov. Les participants remportant plus de la moitié des points reçoivent le titre de « maître des sports de l'Union soviétique ». Le premier championnat féminin (ru) a lieu en 1936. Avant guerre il y a plus de 100 000 shahkistes dont 400 possèdent un rang et 40 d'entre eux sont « maîtres des sports ». En 1959, La Fédération des dames de L'Union soviétique est créée et en 1961, le titre de « grand maître » est institué.

### Russie post-soviétique
Après l'effondrement de l'URSS en 1992, la Fédération soviétique est dissoute. Depuis 1993, ont lieu les championnats de Russie et la Fédération des dames russes est créée en 1995.

## Notation
La notation utilisée est une notation algébrique analogue à celle utilisée aux Échecs : pour chaque coup on indique les coordonnées de la case de départ et de la case d'arrivée, séparées par un point pour un déplacement simple et par deux points pour une prise.

## Principales compétitions

### Championnat Internationaux
- Championnat du Monde de dames russes depuis 1993.

### Championnats de toutes les Russies
| Année | Lieu   | Médaille d'or                    | Médaille d'argent                 | Médaille de bronze                |
| ----- | ------ | -------------------------------- | --------------------------------- | --------------------------------- |
| 1894  | Moscou | Serguei Vorontsov & Fedor Kaulen | Serguei Vorontsov & Fedor Kaulen  | Arkady Ovodov                     |
| 1895  | Moscou | Serguei Vorontsov                | Fedor Kaulen                      | D. Fishbin                        |
| 1898  | Moscou | Fedor Kaulen                     | Arkady Ovodov & Alexander Shoshin | Arkady Ovodov & Alexander Shoshin |
| 1901  | Moscou | Serguei Vorontsov                | Alexander Shoshin                 | Fedor Kaulen                      |

### Championnat d'URSS
| Année   | Lieu                       | Médaille d'or                                   | Médaille d'argent                                                                 | Médaille de bronze                                                                |
| ------- | -------------------------- | ----------------------------------------------- | --------------------------------------------------------------------------------- | --------------------------------------------------------------------------------- |
| 1924    | Moscou                     | Vasily Medkov                                   | Nikolai Kukuev                                                                    | Serguei Sokolov                                                                   |
| 1925    | Moscou                     | Vasily Medkov                                   | Nikolai Kukuev                                                                    | Mikhail Ivanov                                                                    |
| 1927    | Moscou                     | Vladimir Bakumenko                              | Serguei Sokolov                                                                   | Leonid Potapov                                                                    |
| 1928    | Moscou                     | Vasily Medkov                                   | Vladimir Bakumenko                                                                |                                                                                   |
| 1930    | Moscou                     | Dimitri Shebedev                                | Igor Timkovsky                                                                    | Vladimir Romanov & Semyon Khorkov                                                 |
| 1934    | Moscou                     | Boris Blinder & Semyon Natov                    | Boris Blinder & Semyon Natov                                                      | Vladimir Romanov & Igor Timkovsky                                                 |
| 1934    | Leningrad                  | Igor Timkovsky                                  | Vasily Sokov                                                                      | Leonid Potapov                                                                    |
| 1938    | Kiev                       | Vasily Sokov                                    | Leonid Potapov Igor Timkovski I.Blieshtein Lev Ramm Alexandre Verete N.Shutilikin | Leonid Potapov Igor Timkovski I.Blieshtein Lev Ramm Alexandre Verete N.Shutilikin |
| 1945    | Moscou                     | Iser Kuperman                                   | Boris Blinder                                                                     | Dimitri Korshunov & Alexandre Verete                                              |
| 1946-47 | Moscou / Leningrad         | Iser Kuperman                                   | Marat Kogan                                                                       | Vladimir Romanov & Zinoviy Tsirik                                                 |
| 1947-48 | Moscou                     | Iser Kuperman                                   | Marat Kogan & Boris Blinder                                                       | Marat Kogan & Boris Blinder                                                       |
| 1949    | Moscou                     | Marat Kogan                                     | Zinoviy Tsirik                                                                    | Nikolai Kosogov                                                                   |
| 1950    | Kiev                       | Iser Kuperman                                   | Vladimir Kaplan                                                                   | Marat Kogan                                                                       |
| 1951    | Kharkov                    | Zinoviy Tsirik                                  | Marat Kogan & Boris Blinder                                                       | Marat Kogan & Boris Blinder                                                       |
| 1952    | Leningrad                  | Boris Blinder                                   | Marat Kogan                                                                       | Zinoviy Tsirik                                                                    |
| 1953    | Minsk                      | Yury Mityagin                                   | Vladimir Romanov & Vladimir Kaplan                                                | Vladimir Romanov & Vladimir Kaplan                                                |
| 1954    | Kishinev                   | Valentin Abaulin                                | Iser Kuperman                                                                     | Vladimir Kaplan, Evgueny Tyunev & Nikolai Sretensky                               |
| 1955    | Bakou                      | Zinoviy Tsirik                                  | Valentin Abaulin & Peter Saint                                                    | Valentin Abaulin & Peter Saint                                                    |
| 1957-58 | Kharkov / Poltava          | Zinoviy Tsirik & Boris Blinder                  | Zinoviy Tsirik & Boris Blinder                                                    | D.Koskov                                                                          |
| 1959    | Minsk / Orekhovo-Zouievo   | Zinoviy Tsirik                                  | Boris Blinder                                                                     | Viatcheslav Chtchogoliev                                                          |
| 1960    | Toula / Kiev               | Zinoviy Tsirik & Arkady Plakhin                 | Zinoviy Tsirik & Arkady Plakhin                                                   | Veniamin Gorodetsky                                                               |
| 1961    | Taganrog                   | Veniamin Gorodetsky                             | Valentin Abaulin                                                                  | Theodore Shmulian                                                                 |
| 1962    | Kharkov / Orekhovo-Zouievo | Valentin Abaulin                                | Veniamin Gorodetsky                                                               | Arkady Plakhin                                                                    |
| 1963    | Liepaja / Minsk            | Arkady Plakhin                                  | Vladimir Goluseev                                                                 | Vitaly Gabrielian                                                                 |
| 1964    | Smolensk                   | Zinoviy Tsirik                                  | Valentin Abaulin, V Petrov, Victor Litvinovich                                    | Valentin Abaulin, V Petrov, Victor Litvinovich                                    |
| 1965    | Liepaja                    | Victor Litvinovich                              | Yuri Arustamov                                                                    | Vladimir Gagarine                                                                 |
| 1966    | Grozny                     | Vitaly Gabrielian                               | Yuri Arustamov                                                                    | Victor Litvinovich                                                                |
| 1967    | Alma-Ata                   | Victor Litvinovich                              | Nikolai Abatsiev                                                                  | Arkady Plakhin                                                                    |
| 1968    | Bakou                      | Nikolai Abatsiev                                | Vitaly Gabrielian                                                                 | Evgueny Tyunev & N Kononov                                                        |
| 1969    | Kishinev                   | Vitaly Gabrielian                               | Nikolai Abatsiev                                                                  | Yuri Arustamov                                                                    |
| 1970    | Liepaja                    | Yuri Arustamov                                  | Vladimir Wigman                                                                   | Vitaly Gabrielian & Eduard Zukernik                                               |
| 1971    | Poti                       | Victor Litvinovich                              | Vitaly Gabrielian & V Chechikov                                                   | Vitaly Gabrielian & V Chechikov                                                   |
| 1972    | Orenburg                   | Arkady Plakhin, Pavel Milovidov & Yury Kustarev | Arkady Plakhin, Pavel Milovidov & Yury Kustarev                                   | Arkady Plakhin, Pavel Milovidov & Yury Kustarev                                   |
| 1973    | Vorochilovgrad             | Vitaly Gabrielian                               | Eduard Zukernik                                                                   | Nikolai Abatsiev                                                                  |
| 1974    | Kaliningrad                | Arkady Plakhin                                  | Markel Fazylov                                                                    | Evgueny Kukleev                                                                   |
| 1975    | Simferopol                 | Elshad Mursalov & Boris Simonian                | Elshad Mursalov & Boris Simonian                                                  | Yuri Arustamov                                                                    |
| 1976    | Yalta                      | Vladimir Wigman                                 | Aivars Wojcieszczuk                                                               | Elshad Mursalov                                                                   |
| 1977    | Bendery                    | Vitaly Gabrielian & Vladimir Wigman             | Vitaly Gabrielian & Vladimir Wigman                                               | Alexander Kandaurov                                                               |
| 1978    | Vilnius                    | Vladimir Wigman                                 | Vitaly Gabrielian                                                                 | Mikhail Rakhunov                                                                  |
| 1979    | Bakou                      | Victor Litvinovich                              | Mikhail Rakhunov                                                                  | A.Ustinov                                                                         |
| 1980    | Grodno                     | Mikhail Rakhunov & Markel Fazylov               | Mikhail Rakhunov & Markel Fazylov                                                 | Victor Litvinovich                                                                |
| 1981    | Kiev                       | Markel Fazylov                                  | Boris Simonian                                                                    | Victor Litvinovich                                                                |
| 1982    | Chisinau                   | Alexander Kandaurov                             | Levon Sayadian                                                                    | Vitaly Gabrielian                                                                 |
| 1983    | Tallinn                    | Levon Sayadian                                  | Vitaly Gabrielian                                                                 | Arkadi Plakhin                                                                    |
| 1984    | Moscou                     | Alexander Schwartzman                           | Mikhail Rakhunov                                                                  | Nikolai Abatsiev                                                                  |
| 1985    | Tachkent                   | Serguei Ovechkin & Arunas Norvaichas            | Serguei Ovechkin & Arunas Norvaichas                                              | Vitaly Gabrielian                                                                 |
| 1986    | Samarkand                  | Alexander Schwartzman                           | Vitaly Gabrielian                                                                 | Alexander Kandaurov                                                               |
| 1987    | Tallinn                    | Alexander Kandaurov                             | Alexei Konstantinov                                                               | Arunas Norvaichas                                                                 |
| 1988    | Bakou                      | Mikhail Rakhunov & Nikolai Abatsiev             | Mikhail Rakhunov & Nikolai Abatsiev                                               | Arunas Norvaichas                                                                 |
| 1989    | Pinsk                      | Alexander Kandaurov & Andrei Ivanov             | Alexander Kandaurov & Andrei Ivanov                                               | Mikhail Rakhunov                                                                  |
| 1990    | Mariupol                   | Markel Fazylov &Yury Korolev                    | Markel Fazylov &Yury Korolev                                                      |                                                                                   |
| 1991    | Chisinau                   | Alexander Kandaurov & Ion Dosca                 | Alexander Kandaurov & Ion Dosca                                                   | Yury Korolev                                                                      |